# Radcliffe (Iowa)
Radcliffe és una població dels Estats Units a l'estat d'Iowa. Segons el cens del 2000 tenia 607 habitants.

## Demografia
Segons el cens del 2000, Radcliffe tenia 607 habitants, 252 habitatges, i 165 famílies. La densitat de població era de 234,4 habitants/km².
Dels 252 habitatges en un 31,3% hi vivien nens de menys de 18 anys, en un 58,3% hi vivien parelles casades, en un 5,6% dones solteres, i en un 34,5% no eren unitats familiars. En el 31% dels habitatges hi vivien persones soles el 19% de les quals corresponia a persones de 65 anys o més que vivien soles. El nombre mitjà de persones vivint en cada habitatge era de 2,41 i el nombre mitjà de persones que vivien en cada família era de 3,04.
Per edats la població es repartia de la següent manera: un 25,9% tenia menys de 18 anys, un 7,6% entre 18 i 24, un 27,5% entre 25 i 44, un 14,5% de 45 a 60 i un 24,5% 65 anys o més.
L'edat mediana era de 38 anys. Per cada 100 dones de 18 o més anys hi havia 91,5 homes.
La renda mediana per habitatge era de 39.417 $ i la renda mediana per família de 46.875 $. Els homes tenien una renda mediana de 33.056 $ mentre que les dones 22.188 $. La renda per capita de la població era de 18.729 $. Cap de les famílies i l'1,1% de la població estaven per davall del llindar de pobresa.

## Poblacions més properes
El següent diagrama mostra les poblacions més properes.